# Csü Ven-csün
Csü Ven-csün (Ju Wenjun (居文君, Csü Ven-csün), a nemzetközi szakirodalomban Ju Wenjun) (Sanghaj (Shànghǎi), 1991. január 31. –) világbajnok kínai női sakkozó, nemzetközi nagymester, Kína kétszeres sakkbajnoka, csapatban kétszeres sakkolimpiai bajnok és kétszeres világbajnok, rapidsakkban világbajnok (2018).
A sakktörténetben az ötödik női sakkozó, aki átlépte a 2600 Élő-pontos határt.
2018-ban a női világbajnoki döntőben 10 játszmás páros mérkőzésen 5½–4½ arányban győzött a regnáló világbajnok Tan Csung-ji ellen, ezzel ő lett a női sakkozás 17. világbajnoka. Egyben a hatodik kínai sakkozónő, akinek sikerült megszereznie ezt a címet. 2018-ban rapidsakkban is világbajnoki címet szerzett a Szentpéterváron rendezett világbajnokságon.

## Sakkpályafutása
2004. decemberben a Bejrútban rendezett Ázsia-bajnokságon a második helyet szerezte meg.  2007-ben holtversenyben a negyedik helyen végzett Tiencsinben a 3.5-ös ázsiai zóna versenyén, amely eredménnyel jogot szerzett a 2008-as női sakkvilágbajnokságon való részvételre.  A kieséses rendszerű világbajnokságon a 2. fordulóban vereséget szenvedett Antoaneta Sztefanovától. A 2010-es sakkvilágbajnokságon már a negyeddöntőig jutott, ahol az indiai Kónéru Hanpi ütötte el a továbbjutástól.
2010-ben megnyerte Kína női bajnokságát. 2011. júliusban a regnáló világbajnok Hou Ji-fan előtt megnyerte a Hangcsouban rendezett nemzetközi női nagymesterversenyt. A 2011-2012-es Grand Prix versenysorozaton 2011. szeptemberben Sencsenben harmadik, októberben Nalcsikban második, 2012. júliusban Jermukban az ötödik, szeptemberben Ankarában a nyolcadik  helyen végzett, összességében a hatodik legjobb eredményt érte el.
2011. júliusban a junior lány világranglistán Hou Ji-fan mögött a 2. helyre került. A 2011. októberi nalcsiki versenyen már harmadszor teljesítette a nemzetközi nagymesteri normát, de az egyik verseny jegyzőkönyvéről hiányzott a versenybíró aláírása, így azt nem tekintették érvényesnek. A nagymesteri címet végül a 2013−2014-es Grand Prix sorozat Lopotában rendezett versenyén elért eredménye után kapta meg.  A Grand Prix sorozaton 2013. májusban Genfben ötödik, szeptemberben Taskentben hatodik, 2014. júniusban Lopotában második volt, a versenysorozat utolsó, augusztusban Sharjahban rendezett versenyét pedig megnyerte. Az összesítésben végül Hou Ji-fan és Kónéru Hanpi mögött a harmadik helyen végzett.
A 2012-es női sakkvilágbajnokságon az elődöntőig jutott, ahol a később világbajnoki címet is megszerző Anna Usenyina ütötte el a döntőbe jutástól. A 2015-ös női sakkvilágbajnokságon a 2. körben kapott ki a később a döntőbe jutó Natalja Pogonyinától.
2014-ben másodszor nyerte meg Kína női sakkbajnokságát. Ugyanebben az évben holtversenyes első helyezést ért el a Vuhsziban rendezett 4. Kínai Női Mesterversenyen.
A 2015−2016-os Grand Prix sorozat teheráni versenyén 2016. februárban az első helyen végzett, júliusban Csengtuban holtversenyes harmadik lett. A versenysorozat Hanti-Manszijszkban rendezett utolsó versenyt megnyerte, és ezzel az összesített pontversenyben az első helyen végzett, amellyel jogot szerzett arra, hogy a kieséses rendszerű 2017-es női sakkvilágbajnokság győztesével a 2018-as világbajnokságon a világbajnoki címért mérkőzzön meg.
A 2017-es női sakkvilágbajnokságon a második fordulóban az exvilágbajnok Csu Csen, majd Olga Girja legyőzése után a negyedik fordulóban a később világbajnoki címet megszerző Tan Csung-ji ütötte el a továbbjutástól.
A 2018-as női sakkvilágbajnokság döntőjébe a 2015–2016-os Grand Prix sorozat győzteseként jutott, és a világbajnoki címért mérkőzhetett a regnáló világbajnok Tan Csung-jivel. A mérkőzést 5½–4½ arányban sikerült megnyerie, ezzel ő lett a női sakkozás 17. világbajnoka, egyben a hatodik kínai sakkozónő, aki megszerezte ezt a címet.

## Eredményei csapatban
2008 óta tagja Kína női válogatottjának a sakkolimpiákon, amelyeken csapatban a 2016-os bakui olimpián és a 2018-as Batumiban rendezett olimpián aranyérmet, és háromszor ezüstérmet szereztek, emellett egyéniben 2018-ban arany-, 2010-ben és 2016-ban ezüst-, 2014-ben bronzérmet kapott a tábláján elért teljesítménye után.
2009 óta tagja a kínai női válogatottnak a sakkcsapat világbajnokságokon, amelyeken csapatban két arany, egy ezüst és egy bronz, egyéniben három arany és egy bronzérmet szerzett.
2012-ben, 2014-ben és 2016-ban tagja volt az Ázsia-bajnokságot nyert kínai válogatottnak, amelyeken egyéniben két arany és egy ezüstérmet szerzett a tábláján elért eredményei alapján. Kína csapatával a 2010-es Ázsia Játékokon is első helyen végeztek.
A kínai sakkligában 2005 óta a Shanghai City csapatában játszik, és 2015-ig három arany, egy ezüst és három bronzérmet szereztek.